# 法布努斯·莫娜

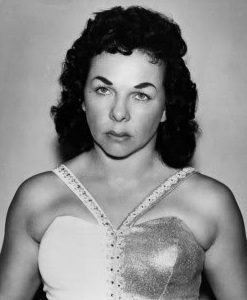
法布努斯·莫娜

法布努斯·莫娜(1923年7月22日 - 2007年11月2日) 是美国職業摔角手、推广人和教练。她生于克肖縣 。1972年7月1日，法布努斯·莫娜成为第一个被允许在麦迪逊广场花园参加摔跤比赛的女性，此前女性不能在麦迪逊广场花园參加摔跤比赛。 受此影響，同年纽约州解除了女子摔跤禁令。1980年代，她加盟世界摔角娛樂。1995年，她成为首位入选世界摔角娛樂名人堂的女性。